# Раньери (маркграф Монферрата)
Раньери (итал. Ranieri; 1084 — ок. 1136) — маркграф Монферрата из династии Алерамичи.
Сын маркграфа Гульельмо IV и его жены Отты д’Аглиа, дочери Тибальдо д’Аглиа. Вероятно, наследовал Монферрат после смерти отца ок. 1110 года.
Ок. 1105 года Раньери женился на Гизеле, дочери графа Бургундии Гильома I и вдове Савойского графа Умберта II, умершего в 1103 году.
Как маркграф Монферрата впервые упоминается в документе, датированном 23 марта 1111 года. Входил в окружение германского короля Генриха V.
Раньери Монферратский был основателем (1126/1133) цистерцианского монастыря Санта Мария ди Лючендо в Трино.
Известно о пятерых детях Раньери и Гизелы:
- Джоанна (ум. 1191) — с 1127 года жена графа Фландрии Вильгельма Клитона
- Гульельмо V Старый (ок.1115—1191) — маркграф Монферратский
- Матильда (ум. после 1166) — жена Альберто ди Масса, маркграфа Гави и Пароди
- Аделасия — монахиня монастыря Вандье в Провансе
- Изабелла? — жена Гвидо IV, графа Биандрате